# Bir Anzarane
Bir Anzarane (àrab: بئر إنزران, Biʾr Inzarān; amazic: ⴱⵉⵔⴰⵏⵣⴰⵔⴰⵏ) és una vila i comuna rural de la província d'Oued Ed-Dahab, a la regió de Dakhla-Oued Ed-Dahab. Segons el cens de 2014 tenia una població total de 6.244 persones